# Abarema killipii
Abarema killipii es una especie de planta de la familia Fabaceae endémica de Colombia y de Ecuador.

## Taxonomía
Abarema abbottii fue descrita por (Britton & Killip) Barneby & J.W.Grimes y publicado en Memoirs of The New York Botanical Garden 74(1): 89. 1996.
Sinonimia
Pithecolobium killipii (Britton & Killip) C.Barbosa

Punjuba killipii Britton & Rose